# Erebia altivaga
Erebia altivaga är en fjärilsart som beskrevs av Hans Fruhstorfer 1917. Erebia altivaga ingår i släktet Erebia och familjen praktfjärilar. Inga underarter finns listade i Catalogue of Life.